# Jondor
Jondor (kyrillisch Жондор) ist eine Siedlung städtischen Typs in der Viloyat Buxoro in Usbekistan. Es ist der Sitz des Jondor tumani.

## Geschichte
Von 1938 bis 1977 trug Jondor den Namen Swerdlowsk. Seit 1981 ist Jondor eine Siedlung städtischen Typs.

## Geographie
Jondor liegt 21 km westlich vom Zentrum von Buxoro und 465 km südwestlich von Taschkent. Die nächstgelegenen Städte zu Jondor sind: Buxoro (23 km), Galaasia (26 km), Romitan (26 km), Kagan (31 km), Qorakoʻl (38 km), Vobkent (42 km), Alat (48 km), Shafirkan (50 km), Gʻijduvon (58 km), Karaulbazar (58 km), Qiziltepa (65 km), Gazli (75 km), Turkmenabat (88 km, Turkmenistan), Muborak (99 km), Kanimekh (101 km), Zafarabad (112 km).

## Bevölkerung
Das städtische Dorf Jondor belegt in Usbekistan den 170. und in der Viloyat Buxoro den 13. Platz.

## Industrie und Wirtschaft
Die Stadt verfügt über Kunststoff-, Wein- und Wodka-, Konserven-, Milch- und Brotfabriken. Der am stärksten entwickelte Industriesektor ist die Textilindustrie. Die Unternehmen produzieren Fasern, Vliesstoffe, Garn und Fäden. Der landwirtschaftliche Sektor ist hauptsächlich mit der Seidenraupenzucht beschäftigt. Es gibt ein gemeinsames usbekisch-chinesisches Unternehmen namens „Khadan“, das Seide und Seidenraupen produziert. Es gibt Lebensmittelindustrieunternehmen, eine Fabrik zur Konservierung von Obst und Gemüse aus der Region sowie kleine Firmen, die sich auf die Produktion von Baumaterialien spezialisiert haben. Es gibt Groß- und Einzelhandelsunternehmen, die Industrie- und Lebensmittelprodukte verkaufen.